# 瀨古步夢
瀨古步夢（2000年6月7日—），日本足球運動員，現效力於法甲球隊勒哈弗爾及日本國家足球隊，司職後衛。

## 俱樂部生涯
出生于2000年的濑古步梦是由大阪樱花青训出来的选手，从U12梯队开始，他就是球队中重要的一员。还曾经跟随球队的U15梯队拿到过“高圆宫杯U15联赛”的冠军。2016年，还在U18梯队的他代表在大阪樱花U23队在日丙联赛登场，这是他首次在职业联赛亮相。2017年，濑古实现了自己的一线队首秀，在当年5月24日对阵神户胜利船的日本联赛杯中登场亮相，成为球队历史上完成一线队首秀最年轻的球员，仅有16岁又11个月。 2018年10月19日，他和俱乐部签下了第一份职业合同。
2019赛季日职联赛第10轮对阵松本山雅，濑古被时任主帅洛蒂纳选入首发阵容，完成了日职联赛首秀，并在下半赛季成为球队的重要轮换球员，顶替了老将山下达也，和外援马泰·约尼奇、已经转会加盟FC东京的木本恭生组成三中卫。当年9月1日对阵川崎前锋的联赛，濑古打进了自己在日职联赛的第一个进球。
到2020年，濑古步梦在下半年联赛重启之后坐稳了主力中后卫的位置。整个2020赛季他出战27场联赛，在对阵川崎时打进1球。在11月的年度评选中，夺得日职联赛年度新人球员的奖项，同时还拿到了日本联赛杯的年度最佳新人球员，成为继2013年南野拓实之后，大阪樱花又一名夺得日职联赛年度新人球员的选手。更是继齐藤俊秀、坪井庆介、井手口阳介之后，第4位在同一年同时夺得日职联赛、日本联赛杯年度最佳新人球员的球员。
2021赛季，濑古步梦继续自己的出色表现。日本联赛杯决赛，他帮助球队两回合淘汰浦和红钻进入决赛，其后在决赛0-2不敌名古屋鲸鱼。
2022年1月18日，官方消息，草蜢从日职联赛大阪樱花签下日本中后卫濑古步梦，双方签约至2025年。
2023年2月1日，瑞士杯八分之一决赛，草蜢3:5不敌巴塞尔。濑古步梦首发并打满全场。第31分钟，草蜢角球机会，濑古步梦后点头球破门；第72分钟，草蜢发出战术角球，濑古步梦后点抢射破门梅开二度。这是濑古步梦本赛季各项赛事的首球。

## 國家隊生涯
大阪樱花U-15的濑古步梦入选了日本U-15国家队在4月14日至18日的印尼远征大名单。
凭借中后卫濑古步梦的入球，日本U16以1-0击败阿联酋U16，进入2016年亚足联U-16锦标赛四强，重返2017年U17世界杯。 
第16届UC杯七八名比赛，日本U16再战秘鲁U16以三球战胜，最终排名第7。补时第1分钟，濑古步梦罚进自己取得的点球将比分成为3-0。 
2019年，他跟随日本U20代表队参加世青赛，打进了16强，被韩国淘汰出局。
2021年入选国奥队参加东京奥运会男足比赛。不过因为后防线上主帅森保一选用了超龄球员，以及富安健洋等经验丰富的队员，濑古没有出场机会。
2021年12月，他入选了新一期日本国家足球队大名单。
在24日晚进行的友谊赛中，濑古步梦为日本首发打满全场，上演了自己成年国家队首秀，日本最终1-1战平乌拉圭。

## 外部連結
- 日本職業足球聯賽中的瀨古步夢 （日語）